# Вохтога

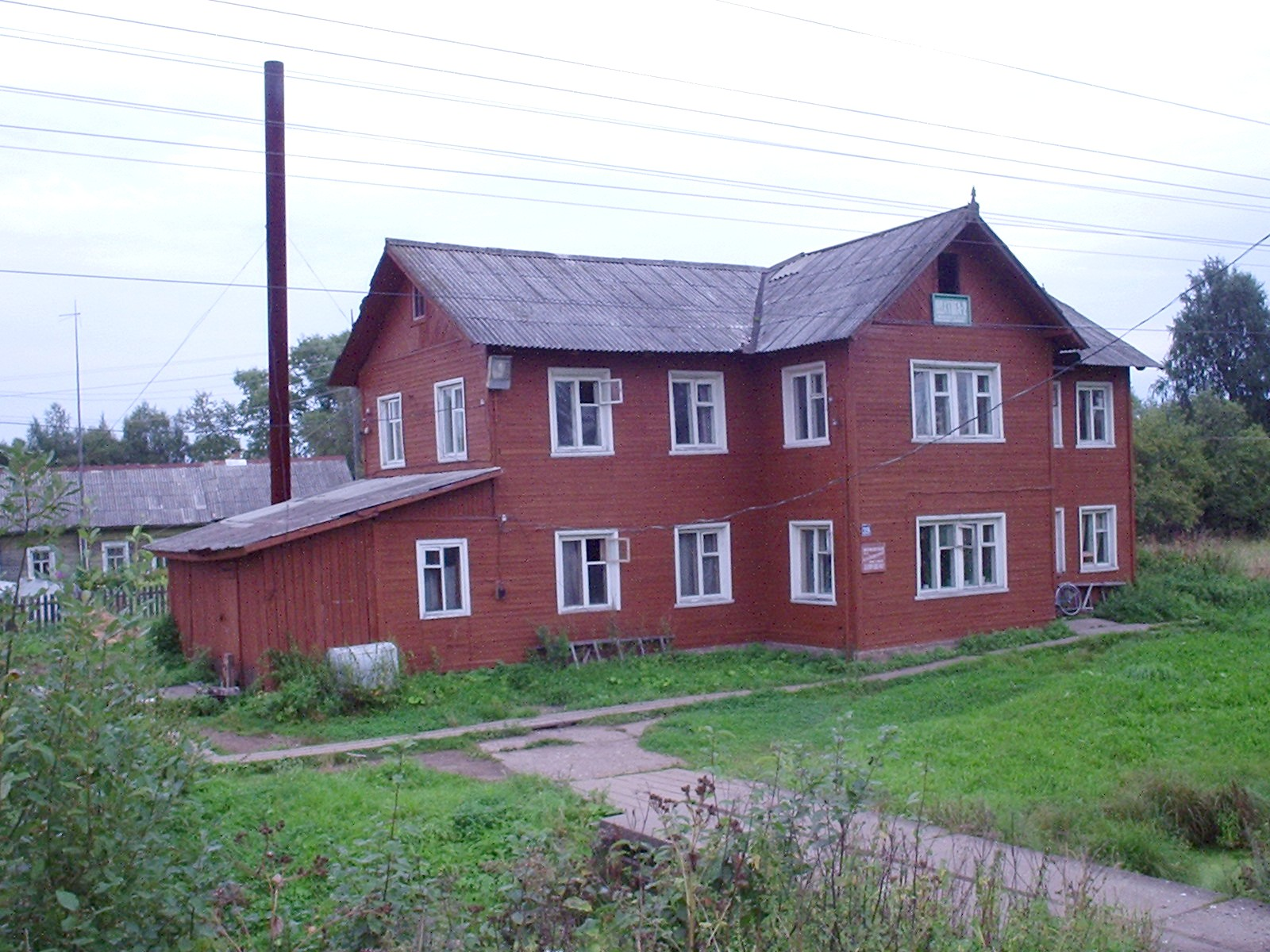
контора ООО «МонзаЖелТранс»

Во́хтога — рабочий посёлок в Грязовецком районе Вологодской области России, центр Вохтожского муниципального образования.

## География
Расположен в 76 км к юго-востоку от областного центра — Вологды. Железнодорожная станция на линии Вологда — Буй. От Вохтоги на восток отходит крупная ведомственная (лесовозная) железная дорога с широкой колеёй (Монзенская железная дорога).

## История
Название — по реке Вохтога (Вохтожка): от фин. ohto, эрз. овто — медведь, медвежья река, что по мнению А. В. Кузнецова сомнительно, вероятнее от фин.-уг. ohta — «волок», поскольку именно здесь ранее проходил волок между реками Монза (бассейн Волги) и Лежа и её притоками (бассейн Северной Двины). Вторая часть — -га — означает «река».
Бурное развитие Вохтоги связывают с начавшимися в 1930-х годах в округе массовыми лесозаготовками и послевоенным строительством деревообрабатывающего комбината. Статус посёлка городского типа — с 10 февраля 1960 года.
Историческим центром посёлка принято считать район железнодорожного вокзала.

## Население
| 1970  | 1979  | 1989  | 2002  | 2009  | 2010  | 2011  | 2012  | 2013  |
| ----- | ----- | ----- | ----- | ----- | ----- | ----- | ----- | ----- |
| 4395  | ↗6772 | ↗7623 | ↘7247 | ↘6705 | ↘6376 | ↘6341 | ↘6126 | ↘5993 |
| 2014  | 2015  | 2016  | 2017  | 2018  | 2019  | 2020  | 2021  | 2023  |
| ↘5871 | ↘5753 | ↘5643 | ↘5538 | ↘5500 | ↘5413 | ↘5293 | ↗5513 | ↘5425 |

## Экономика
Основные предприятия посёлка — ООО «ВохтогаЛесДрев» (выпускает ДСП, плёнку облицовочную); ООО «МонзаЖелТранс» (перевозка грузов железнодорожным транспортом, имеет в собственности Монзенскую железную дорогу); ООО «Труд» (выпускает хлеб и хлебобулочные изделия). Работают магазины сетей «Магнит» и «Пятёрочка».

## Культура
В посёлке работает одна школа, два детских сада, филиал Грязовецкого техникума, центр творчества, МФЦ, Дом Культуры и библиотека. Также функционируют школа искусств и физкультурно-оздоровительный центр.

## Известные уроженцы
- Сычёв, Константин Алексеевич (1903—1960) — полковник, активный участник ВОВ, дважды за разные подвиги представлялся к званию Героя Советского Союза, кавалер десяти боевых орденов, командир 74-й стрелковой Киевской Краснознамённой ордена Богдана Хмельницкого дивизии.